# Кайтё (звание)
Кайтё (яп. 会長 кайтё:), также кантё (яп. 館長 кантё:) — звание в будо, присуждаемое, как правило будоке высокого уровня, который освоил все аспекты изучаемого будо, возглавившему организацию или школу. Кантё в большей степени должность чем титул, так что не факт, что его носит человек, который обладает высшими компетенциями и мастерством, а не является просто формальным директором организации. Наиболее частый способ получения звания кайтё — основать свою школу и стать её директором, однако, когда организация большая, то кайтё может быть назначен коллегиально членами организации. В IBK существует практика региональных кантё, которые подчинены основателю кайтё Йону Блюмингу (например, в России звание почетный кантё IBK имеет Сергей Бадюк).
Кан (яп. 館 кан) или Кай (яп. 会 кай): и то и другое можно переводить как «организация», правда кан переводится как «зал» и применимо чаще к организации из одного додзё. Какое именно слово употреблять к главе школы ясно из названия этой организации (например, в Кёкусинкай — кайтё).

## Известные кантё
- Масутацу Ояма — создатель Кёкусинкай
- Сёкэй Мацуи — кантё IKO 1[англ.]
- Кэндзи Мидори — кантё IKO 2[англ.]
- Ёсикадзу Мацусима — кантё IKO 3[англ.] или IKO Matsushima
- Хацуо Рояма — кантё IKO 6[англ.]
- Йон Блюминг (International Budo Kaikan)
- Хидэюки Асихара (1944—1995) (NIKO — Ashihara Kaikan)
- Окуяма Такэмаса[англ.] (глава International Karate Association of Canada)

В классическом каратэ будока, достигшего уровня кантё считают старше сиханов. Перед этой ступенью идут сихан и сэнсэй.